# Riu Toixa
El riu Toixa és un riu de l'interior del País Valencià, a la comarca dels Serrans, que naix en el terme municipal de Toixa i és un afluent del riu Túria.
Està situat prop del massís del Javalambre, un dels territoris més agrestos del País Valencià. La seua accidentada orografia i les seues cristal·lines aigües fan de l'entorn del seu naixement un dels paratges més bells i més ben conservats de la comarca dels La Serrania. Així, segons decret 125/2013 el Consell de la Generalitat Valenciana va declarar paratge natural a l'enclavament denominat "Naixement del Riu Toixa".

## Nom del riu
Durant els mesos de pluja, un torrent que naix en la Rambla de Arquela (Alpont), i transcorre pel terme municipal de Xelva, nodreix al Riu Toixa, aquest esdeveniment és un dels motius de la disputa sobre el nom del riu.
La disputa sobre el nom del riu, entre riu Toixa i Xelva, entre els poblats homònims s'ha mantingut al llarg del temps. Si bé, el 17 de juny de 2002, l'alcalde de la localitat de Xelva sol·licita del Consell Valencià de Cultura (CVC) un Informi-Dictamen sobre el nom més adequat a la tradició històrica i que oficialment hagi de donar-se al riu. A l'octubre de 2002 el CVC va emetre dit informe, on es determina que:
"Es desprén dels fets que Riu de Xelva és forma avalada per la documentació antiga i que Riu Toixa és forma àmpliament difosa per l'ús i la cartografia actuals, ben entés que la primera no sempre va designar en si a l'afluent del Túria, sinó al conjunt de viles de la Regió muntanyenca que, a la manera de la Serra d’Eslida o de la Vall de Guadalest, conformaven un mateix senyoriu o jurisdicció.
En qualsevol cas, estimem que no competeix al CVC desautoritzar l'ús, ben fonamentat, de la forma Riu Toixa, sinó reconéixer la legitimitat de la forma Riu de Xelva (no Riu Xelva), recolzada en els textos antics; i la de la denominació Riu Toixa, assentada no sols en l'ús social i administratiu contemporani, sinó també en el caràcter oficial que li confereix el Centre d'Estudis Hidrogràfics".